# Савицкий, Александр Ануфриевич
Александр Ануфриевич Савицкий (бел. Аляксандр Ануфрыевіч Савіцкі; известный как Алесь Савицкий, бел. Алесь Савіцкі; 8 января 1924, Полоцк, Витебская губерния — 5 октября 2015, Минск, Минская область) — советский и белорусский писатель, публицист и общественный деятель. Участник Великой Отечественной войны. Почётный гражданин Полоцка (1987). Член СП СССР и СП БССР с 1961 года.

## Биография
Родился 8 января 1924 года в Полоцке (ныне Витебская область, Беларусь) в семье кадрового офицера РККА.
С 1942 года — партизан отряда «Смерть фашизму», с 1943 года — командир подрывной группы отряда «Большевик» бригады имени Ворошилова на Витебщине. В 1944—1945 годах — в РККА, участвовал в освобождении Литвы и Польши, в боях за взятие Берлина. Был трижды ранен.
После демобилизации (1945) работал в редакции полоцкой газеты «Бальшавіцкі сцяг» (позднее «Сцяг камунізму»).
В 1958 году окончил Литературный институт в Москве, в 1961 году — аспирантуру при данном институте. В 1961—1962 годах — заведующий редакции издательства «Ураджай», в 1962—1969 годах — учёный секретарь Литературного музея Якуба Коласа.
В 1969—1973 годах заведовал сектором художественной литературы отдела культуры ЦК КПБ.
4 октября 2015 года Алеся Савицкого забрали в лечкомиссию. В ночь с 5 на 6 октября писатель скончался от инсульта в Минске.

## Произведения
Литературной деятельностью занимается с 1943 года (ветринская районная газета «Чырвоная звязда»). Первое прозаическое произведение опубликовано в 1948 году (полоцкая областная газета «Бальшавіцкі сцяг»).
Автор художественных и документальных книг, повестей для детей.
Ряд произведений переведены на русский, украинский, узбекский, грузинский, словацкий языки.

## Награды
- орден Красной Звезды
- орден Славы III степени (27.9.1944)
- орден «Знак Почёта» (1984)
- орден Отечественной войны I степени (6.4.1985)
- орден Франциска Скорины (02.11.2009)
- медали.
- премия Ленинского комсомола БССР (1970) — за повесть «Самы высокі паверх»;
- премия СП СССР и ВЦСПС (1972) — за лучшее произведение художественной прозы о советском рабочем классе — документальную повесть «След пракладае першы» («Сверяю жизнь по времени»);
- премия России «Прохараўскае поле» (2010) — за роман «Верасы» и трилогию «Дзівосы Лысай гары»;
- Государственная премия Республики Беларусь за 2002 год (2003) — за произведение литературы и искусства для детей и юношества (за трилогию «Дзівосы Лысай гары», Мн., 1999)[2].